# Chukudum
Chukudum é uma comunidade no Condado de Budi, em Equatória Oriental, Sudão do Sul.  A aldeia fica na base das Montanhas Didinga, com uma população de, aproximadamente, 132.000 pessoas. A comunidade é acessível apenas por uma trilha rústica. Em maio de 2009, a construção de estradas foi retomada, após ser interrompida quando a população local queixou-se que as estradas seriam muito grandes, e que ocupariam muito território. A tribo predominante da cidade é a Didinga. Muitas pessoas têm o gado e a agricultura como fonte de sustento.
Os moradores sofreram durante a Segunda Guerra Civil Sudanesa, com danos consideráveis à infra-estrutura, após a comunidade ser atingida por seis bombas. O governo nacional fez um acordo com a União Africana, com o objetivo de garantir a oferta de serviços de saneamento adequados e melhores práticas de higiene para a população e os presos, e evitar doenças relacionadas com falta de saneamento básico. O foco do projeto é a construção de uma ala feminina no Hospital de Chukudum, e instalar a primeira maternidade da região.